# Ulieș
Ulieș es una comuna ubicada en el distrito de Harghita, Rumania.

## Superficie
Cuenta con una superficie de 68,68 kilómetros cuadrados.

## Demografía
Hasta 2021 la población era de 1068 habitantes, con una densidad de población de 15,55 habitantes por kilómetro cuadrado.